# Kingdom
Kingdom (яп. キングダム Кингудаму, «Царство») — манга, автором которой является Ясухиса Хара, выходящая в журнале Weekly Young Jump издательства Shueisha с 2006 года.
По мотивам манги студией Pierrot был выпущен аниме-сериал, первый сезон которого транслировался по телеканалу NHK с 4 июня 2012 года по 25 февраля 2013 года. В него вошло 38 серий аниме. Второй сезон из 39 серий транслировался в эфире с 2013 по 2014 год. Третий сезон был в производстве совместно со студией Studio Signpost и начал трансляцию 5 апреля 2020 года, но был приостановлен после 4 серии на неопределенное время из-за пандемии COVID-19. Показ третьего сезона возобновился с 1 серии 5 апреля 2021 года и продолжался до 26 серии, выпущенной 17 октября 2021 года. Премьера четвертого сезона состоялась в апреле 2022 года.
Также в апреле 2019 года был выпущен игровой фильм «Царство» по мотивам манги.

## Сюжет
Сюжет является художественной адаптацией истории об эпохе воюющих царств, периода в истории Китая в III веке до н. э., когда страна была раздроблена на небольшие государства, которые вели бесконечную и многовековую борьбу между собой. Эпоха завершилась, когда Ин Чжэн, правитель Цинь, завоевал все остальные территории и объединил страну.
На границах государства Цинь подрастают сироты Синь и Пяо, чьих родителей забрала очередная война. Они каждый день тренировались на мечах, чтобы однажды осуществить свою заветную мечту — стать генералами поднебесной. Пяо поразительно похож на императора Цинь и его решают увезти во дворец в качестве двойника, однако через месяц происходит дворцовый переворот и Пяо, приняв за царя, смертельно ранят. Он успевает добраться до Синя и перед смертью просит его добраться до бандитского городка. Синь исполняет его волю и встречает там самого молодого царя Ин Чжэна, потерявшего только что трон. Сначала Синь ненавидит Ин Чжэна из-за Пяо и решает убить, но позже, увидев прекрасную возможность к осуществлению мечты стать генералом, соглашается сопровождать его и помочь устроить дворцовый переворот.

## Список персонажей
Имена персонажей произведения, описывающего исторические события древнего Китая, — соответственно, китайские; стоит отметить, что японское их произношение может существенно отличаться от оригинального. В частности, Ин Чжэн на японском звучит как Эйсэй, Пяо — как Хё, Чан Вэньцзюнь — Сёбункун, Цян Лэй — Кёкай и т. д.
Ли Синь (яп. 李信 Ри Син)
Сэйю: Масакадзу Морита
Главный герой истории, простолюдин, ещё в раннем детстве потерял родителей из-за очередной междоусобной войны. Ли Синь стал служить у местного землевладельца вместе с Пяо, каждый день тренируясь с ним сражаться на мечах. Благодаря этому его навык фехтования очень высок, но в то же время оригинален. Храбрый и безрассудный подросток, который мечтает стать высшим генералом поднебесной, решает сопровождать Ин Чжэна, чтобы помочь ему вернуть царский трон, после чего получает небольшой земельный участок, где начинает жить с Ляодяо. Впервые проявляет себя во время первого сражения. Просит у генерала Ван Ци (Оки) обучать его, однако тот готов согласиться лишь при условии, что Ли Синь в одиночку покорит и воссоединит несколько племён. После этого Синь набирается опыта и во время следующих войн становится командующим 100 воинами, начинает проявлять стратегию. В одной из битв ему удаётся убить генерала, благодаря чему Синь прославляется во всём Китае. Генерал Оки делает мальчика своей «стрелой». К концу первого сезона Синь уже становится командующим трёхсот воинов. Позже Синь становится командующим армии из тысячи человек.
Ин Чжэн (яп. 贏政 Эйсэй)
Сэйю: Дзюн Фукуяма
Молодой правитель царства Цинь, сын предыдущего правителя Чжуансян-вана и простолюдинки, у которой был тайный роман с правителем. Хорошо владеет мечом. Ещё в детстве его решили сделать наследником престола, и Ин Чжэн стал правителем в возрасте 13 лет, но тогда практически не принимал никаких решений. В результате дворцового переворота, устроенного его младшим братом Чэнцзяо, Ин Чжэн был вынужден бежать в бандитский городок, где встретил Синя. Второй соглашается защищать царя и вернуть ему трон. Ин Чжэн при поддержке командующих Чан Вэньцзюня, Би и небольшой армии отправляются к горным племенам и находят там поддержку. Дворцовый переворот совершается удачно, и Ин Чжэн объявляет, что когда ему исполнится 20 лет, он завоюет весь Китай и объединит его. Находится в неформальных отношениях с Синем.
Пяо (яп. 漂 Хё)
Лучший друг Синя, поразительно похож на Ин Чжэна, но имеет немного более тёмную кожу. Как и Синь мечтал стать генералом поднебесной. Хорошо готовил и плёл сандалии. Был взят во дворец в качестве двойника Ин Чжэна, которому много рассказывал о Сине. Был смертельно ранен ассасином Дзёканом, который спутал его с царём. Пяо сумел добраться до Синя и перед смертью попросил его отправиться в бандитский городок, где его ждал царь.
Хэ Ляодяо (яп. 河了貂 Карё Тэн)
Сэйю: Риэ Кугимия
Последний представитель горного племени, маскируется под сову. На самом деле это девочка, которая притворяется мальчиком, чтобы избежать лишних проблем в патриархальном Китае. Сначала показала местоположение Синя разбойникам в обмен на деньги. Позже также за деньги проводит Синя и Ин Чжэна через подземный ход, Ин Чжэн же говорит, что вознаградит её, если вернёт себе трон и дворец. Так Ляодяо начинает следовать за главными героями. Во время дворцового переворота Би узнаёт, что Ляодяо — девочка, но решает сохранить это в тайне. Позже начинает вместе с Синем жить на небольшом участке, выделенным им в благодарность за помощь. Хорошо готовит. По мере развития сюжета проникается симпатией к Синю и начинает по-настоящему волноваться за него, иногда выражая это ударами. В конце первого сезона решает стать военным стратегом и отправляется на обучение. Возвращается в конце второго сезона в качестве нового стратега отряда Фей Синь, сначала к ней относились с недоверием.
Чан Вэньцзюнь (яп. 昌文君 Сёбункун)
Сэйю: Ютака Накано
Подчинённый Ин Чжэна, опытный воин, один из немногих, кто после свержения Ин Чжэна с трона оставался ему верным, именно он впервые заметил Пяо и забрал его во дворец в качестве двойника Ин Чжэна. Простодушный старик с чувством воинской чести, серьёзный в бою. Какое-то время во дворце думали, что он умер, после того, как Оки якобы принёс его отрубленную голову.
Би (яп. 壁 Хэки)
Сэйю: Кодзи Юса
Подчинённый Чан Вэньцзюня и Ин Чжэна. Один из немногих, кто остался верным Ин Чжэну после его свержения с трона. Был знаком с Пяо. Влюбляется с первого взгляда в предводительницу горных племён. Позже, обрабатывая рану Ляодяо, видит, что она девочка, но не разглашает это.
Цян Лэй (яп. 羌瘣 Кёкай)
Сэйю: Ёко Хикаса
Представительница легендарного клана убийц Чи Ю, в сражении на мечах ей практически нет равных. Цян Лэй не просто сражается, а «танцует», призывая богов дать ей силу. Может в долю секунды порубить десяток человек. В её племени существует страшный обычай, согласно которому всех молодых воинов собирают в специальном месте и они должны сражаться, пока не выживет один и станем новым Чи Ю. Она и её сестра Сян были лучшими воинами, поэтому в сражении другие решили сжульничать, а именно — вместе напасть на сестёр, хотя союзы в любой форме запрещены. Однако Сян подкладывает Цян Лэй снотворное, и та пропускает всё сражение, проспав до вечера. Её сестра сумела убить практически всех нападавших воинов, которые между собой сговорились, но её обессиленную убивает Лань Юй, организатор заговора, и становится новой Чи Ю. После этого Цян была вынуждена покинуть деревню и решила однажды отомстить Лань за смерть сестры. Так она начинает скитаться и принимает участие в войне, где случайным образом присоединяется к Синю. Сначала она ведёт себя очень скрытно, другие думают что это мальчик. Позже решает дальше следовать за Синем в сражениях.
Чэнцзяо (яп. 成蟜 Сэйкё)
Сэйю: Коки Мията
Младший сводный брат Ин Чжэна, жестокий, нарциссичный и трусливый ребёнок. В отличие от брата, является чистокровным представителем царской семьи. Изначально воспитывался, как будущий царь, жил в роскоши и избалованным, издевался над подчинёнными, веря в свою уникальность. После того, как наследником объявили Ин Чжэна, был поражён и возненавидел Ин Чжэна, а главной причиной своей ненависти назвал полу-благородное происхождение. Верит, что ценность человека определяется его статусом и происхождением, к простым людям относится как к скоту и даже любит смотреть, как его монстр Ланкай убивает и разрывает людей на части. Его боятся все подчинённые, которых он может в любой момент приказать убить. Несмотря на своё положение, является марионеткой в руках высших чиновников. После дворцового переворота Ин Чжэн его жестоко избивает, чтобы тот мог почувствовать страдание, которое он всё это время причинял подчинённым и заложникам. Его дальнейшая судьба неизвестна.
Ланкай (яп. ランカイ Ранкаи)
Домашний человекообразный монстр, вид редкой обезьяны. Покорно слушается Чэнцзяо. С раннего детства подвергался издевательствам и пыткам по приказу Чэнцзяо, по этой причине находится в состоянии психического подавления, несмотря на то, что без проблем может расправиться с мальчиком. Боится, что Чэнцзяо накажет его за ослушание. Его побеждают Синь, Би и горные люди.
Ван Ци (яп. 王騎 О-Ки)
Сэйю: Рикия Кояма
Один из 6 великих генералов. Сначала показан как отрицательный персонаж, и даже напал на Чан Вэньцзюня. Во время дворцового переворота, решил «позабавиться», напав одновременно на обе стороны, но, увидев искренность Ин Чжэна и его желание воссоединить Китай, решает служить ему. Легендарный генерал и великолепный стратег. Имел когда-то возлюбленную, женщину-воина, но та была убита, тогда впервые Оки впал в ярость. Когда встречается с Синем, сначала недооценивает его. Позже Синь отравляется лично к Оки, чтобы обучаться у него, и Оки требует от парня, чтобы тот сумел покорить и объединить несколько племён, после чего он будет обучать его. Во время войны, делает Синя своей «стрелой», но во время последний битвы с армией Чжао, оказывается смертельно раненным и перед смертью говорит, что теперь верит в то, что Синь может стать генералом, но ему придётся пройти долгий путь через тренировки, страдания и отдаёт мальчику своё гуань-дао.
Мэн Тянь (яп. 蒙恬 Мо Тэн)
Сэйю: Хирофуми Нодзима
Командир армии тысячи, появляется во втором сезоне сериала. Хотя в начале он кажется легкомысленным и несерьёзным командующим, на деле он превосходный стратег и является грозным противником, чей отряд фактически был самым сильным среди тысяч других.
Ван Бэнь (яп. おう ほん О Хон)
Сэйю: Ёсимаса Хосоя
Командир тысячной армии, появляется во втором сезоне сериала. Родом из благородной военной семьи. Когда только знакомится с Синем, недооценивает его, так как тот является простолюдином. Сражается с помощью копья. Преисполнен честью воина.
Люй Бувэй (яп. りょ ふい Рё Фуй)
Сэйю: Тэсся Гэндо
Высший политик в царстве Цинь, обладает фактически высшей властью и представляет опасность для Инь Чжена.
Леди Чжао (яп. 秦国太后  Синкокутайко)
Сэйю: Тэсся Гэндо
Мать Ин Чжэна, хозяйка женского дворца. Была когда-то танцовщицей при царском дворе и родила от царя внебрачного сына. Вместе с ним была изгнана во враждебное государство, чьи жители ненавидели жителей царства Цинь. Там Чжао на протяжении многих лет терпела на себе издевательства и ненависть со стороны жителей деревни, что нанесло глубокую психологическую травму Чжао. Она стала проституткой. Ненавидела собственного сына и даже пыталась убить его. Завела роман с Люй Бувэем, чтобы приобрести большее влияние в царстве.

## Медиа

### Манга
Kingdom написано Ясухисой Хара и возникло на основе двух ван-шотов о Ли Му и Мэн У. Манга дебютировала в 9-м номере журнала Weekly Young Jump издательства Shueisha 26 января 2006 года. Первый танкобон был выпущен издательством Shueisha 19 мая 2006 года. На февраль 2022 года вышло 64 тома.
В 2015 году Хара заявил о намерении завершить мангу лишь на 100-м томе.

### Игра
На основе манги было выпущено несколько игр. 25 ноября 2010 года вышла портативная видеоигра на PlayStation Portable под названием Kingdom Ikki Tousen No Tsurugi. Игра была выпущена только в Японии. 24 октября 2016 года в Японии была выпущена бесплатная мобильная игра под названием Kingdom: Seven Flags. А в 2018 году была выпущена бесплатная мобильная игра Kingdom Ran.

### Аниме
Манга была адаптирована в виде аниме-сериала студией Pierrot.
Первый сезон включал 38 серий, демонстрировавшихся с 4 июня 2012 года по 25 февраля 2013 на NHK BS Premium. Его режиссёром выступал Дзюн Камия, за сценарий отвечал Нарухиса Аракава, а музыку — Минако Сэки. Дизайном персонажей занимались Ацуо Тобэ, Норико Отакэ и Масатоси Хаканда.
Второй сезон включает в себя 39 серий, демонстрировавшихся с 8 июня 2013 года по 1 марта 2014. Сценарист и композитор остались теми же, а режиссёра заменил Акира Иванага, дизайнерами персонажей стали Ицуко Такэда, Кумико Токунага и Макото Симодзима.
Аниме было лицензирована для показа на английском языке Funimation.
Третий сезон был анонсирован с новой командой, работающий над ним. Его премьера состоялась 5 апреля 2020 года на NHK General TV (NHK-G). Режиссёром этого сезона стал Кэнити Имаидзуми сразу на студии Pierrot и ее подразделении Studio Signpost, тогда как сценаристом выступает Нобору Такаги, а дизайнером персонажей — Хисаси Абэ. Хироюки Савано и Кота Ямамаото написали музыку. Создатель манги подтвердил, что сюжет сезона покроет сюжетную арку об атаке альянса. Трансляция была остановлена после выхода 4-й серии, а последующий показ отложен на неопределённое время из-за пандемии COVID-19. Продолжение 3-го сезона началось с 1 серии, 5 апреля 2021 года, и продолжался до 26 серии, выпущенной 17 октября 2021 года.
В конце последней серии третьего сезона был объявлен четвертый сезон, премьера которого состоялась 9 апреля 2022 года.

### Фильм
17 апреля 2016 года журналом Weekly Young Jump был выпущен рекламный короткометражный фильм, созданный к 10-летию манги. Снят китайской Hengdian World Studios.
В апреле 2018 года Ясухира Хара сообщил, что был одобрен старт работ над полнометражным игровым фильмом, основанным на манге. Автор заявил, что принимал участие в обсуждении сценария, восхваляя «удовлетворительный» сценарий, «беспрецедентный» бюджет и «ультраграндиозный» подбор актёров с Кэнто Ямадзаки в главной роли и Синсукэ Сато в кресле режиссёра. Фильм был выпущен 19 апреля 2019 года.
Его продолжение было анонсировано 28 мая 2020 года с тем же режиссёром и теми же актёрами на основных ролях.

## Критика
Представитель сайта Anime News Network отметил, что Синь получился типичным главным героем сэйнэн-произведения: вспыльчивый, упрямый и глупый из-за своей молодой неопытности в жизни, это касается и других персонажей, в том числе Ин Чжэна, который на фоне первого героя выделяется большей зрелостью и умом. Дизайн остальных персонажей и их характеры тоже стереотипны для сэйнэн. Несмотря на это военный сюжет в произведении получился довольно сложным и интересным. Немного забавно изображены горные племена, которые фактически становятся карикатурой на сэйнэн. Сериал стоит похвалить за визуальные эффекты: красиво и тонко изображённые дворцы и сооружения. Костюмы персонажей и воинов очень реалистичны и чётко демонстрируют их социальный статус и государственную принадлежность. Смотревший сериал человек заметит, что многие сцены выполнены в 3D, но из-за этого персонажи и их движения выглядят небрежно. Сериал стоит смотреть тем, кто интересуется сэйнэн и военной историей.
Манга получила культурную премию Тэдзука Осаму в 2013 году. Один из судей прокомментировал: «Я не помню, когда в последний раз я бы с таким возбуждением проглотил почти 30 томов [одной манги] подряд». В 2019 году Kingdom заняла первое место в 19-м списке «Книга года», выпущенным журналом Da Vinci.
12 декабря 2012 года манга также попала в книгу рекордов Гиннеса, как написанная наибольшим количеством людей. Это было обусловлено кампанией Social Kingdom, в которой фанатам и другим художникам было предложено перерисовать весь 26-й том. Среди участников кампании мангаки Эйитиро Ода (One Piece), Масаси Кисимото («Наруто»), Хирохико Араки (JoJo’s Bizarre Adventure), а также сэйю и фанаты.